# بارت زوت
بارت زوت (ایتالیایی: Bart Zoet; ۲۰ اکتبر ۱۹۴۲ – ۱۳ مهٔ ۱۹۹۲) ورزشکار ورزش دوچرخه‌سواری اهل هلند بود.
وی در مسابقات کشوری و بین‌المللی در مجموع برندهٔ ۱ مدال طلا شده‌است.